# 46e sessie van de Commissie voor het Werelderfgoed

Logo van de UNESCO World Heritage Convention

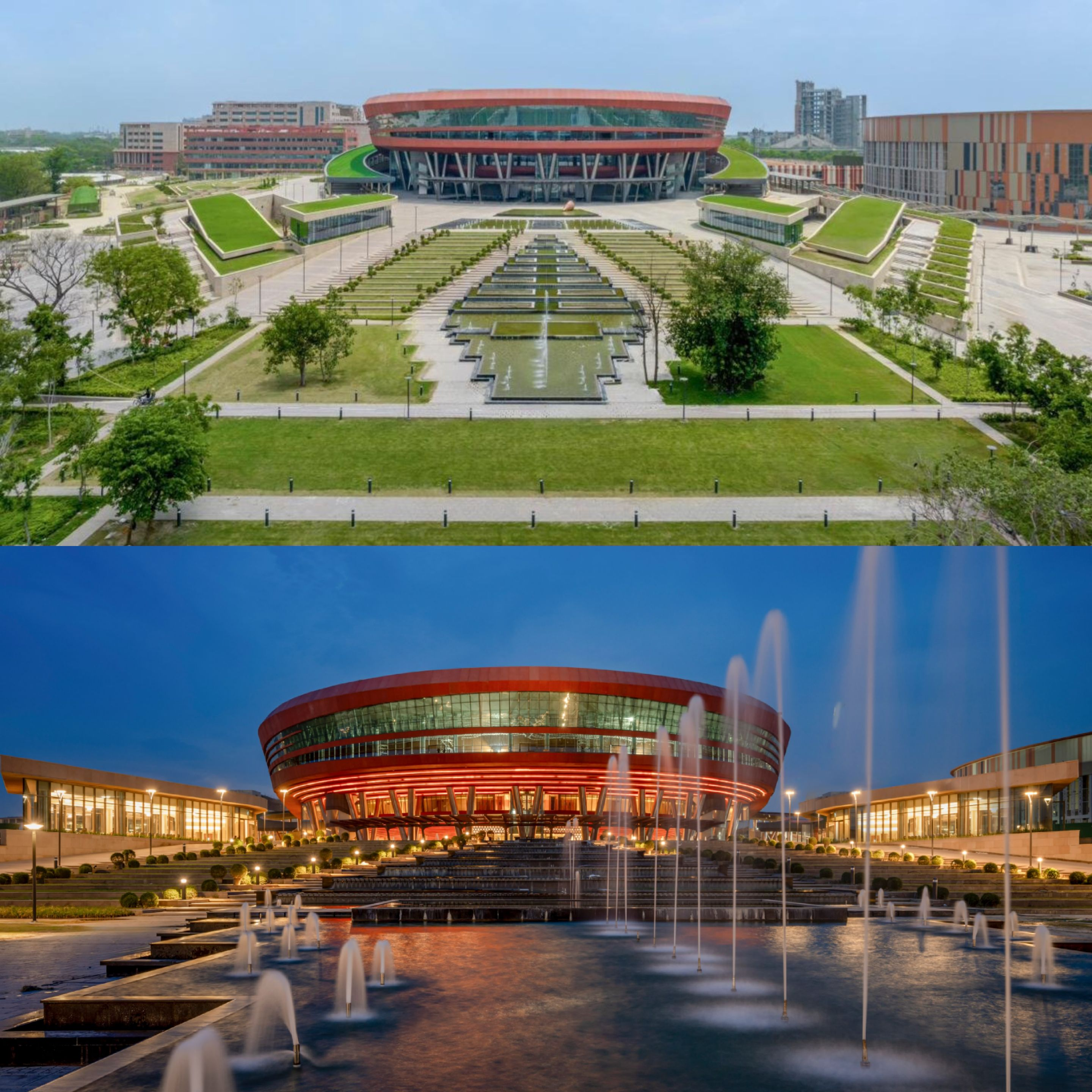
Het Bharat Mandapam congrescentrum waar de vergadering verloopt

De 46e sessie van de Commissie voor het Werelderfgoed is een bijeenkomst van de UNESCO Commissie voor het Werelderfgoed die doorging van 21 tot 31 juli 2024 in de Indiaase hoofdstad New Delhi. 
De Commissie voor het Werelderfgoed van de UNESCO oordeelt jaarlijks over nieuwe nominaties van natuur- en cultureel erfgoed, door landen voorgedragen als werelderfgoed, en enkele aanpassingen of uitbreidingen van eerder erkende sites die door landen werden ingediend. Deze voorstellen werden voorafgaand aan de sessie door werkgroepen van de commissie geëvalueerd op de volledigheid van het dossier. Maar ook de situatie van het erfgoed dat voorkomt op de lijst van bedreigd werelderfgoed, en de eventuele aanvullingen die hier noodzakelijk zijn, worden besproken.
Als voorzitter voor deze sessie werd de Indiaase Vishal V. Sharma aangeduid. Hij is permanent vertegenwoordiger en ambassadeur van India bij de UNESCO. Verslaggever was de Belgische Martin Ouaklani. Van de UNESCO lidstaten die in 2024 zetelen in de commissie, mochten Bulgarije, Griekenland, Kenia, Qatar en Saint Vincent en de Grenadines een vicevoorzitter leveren. De commissie vergadert in het Bharat Mandapam International Exhibition and Convention Centre(IECC).
Vóór de start van de sessie bestond de werelderfgoedlijst uit 1.196 sites verdeeld over 168 landen: 930 culturele erfgoedsites, 227 natuurlocaties en 39 gemengde erkenningen. De 46e sessie leidde tot de inschrijving van 24 nieuwe sites (19 culturele, 4 natuurlijke en één gemengde), evenals de uitbreiding van twee reeds ingeschreven sites. Een site werd op de lijst van bedreigd erfgoed geplaatst, terwijl een andere site terug van deze lijst werd geschrapt.
Na de afsluiting van de 46e sessie heeft de Commissie voor het Werelderfgoed in totaal al 1223 sites op de lijst geplaatst, verdeeld over 168 landen. 49 van deze sites bestaan uit erkenningen van erfgoed die over meerdere landen verspreid gelegen is. De sites zijn opgedeeld in 952 culturele erfgoedsites, 231 natuurlocaties en 40 gemengde erkenningen.
Maar daarvan zijn er in totaal al drie cultuursites die op de lijst stonden geschrapt. Het Arabisch Oryx-heiligdom in Oman werd erkend in 1996 en geschrapt in 2007, Dresden-Elbedal in Duitsland werd ingeschreven in 2004 en geschrapt in 2009 en Maritieme handelsstad Liverpool, ingeschreven in 2004 werd geschrapt in 2021.
Sinds 31 juli 2024 zijn er dus 1220 huidige erkende sites, 231 natuursites, 949 cultuursites en 40 gemengde sites.

## Nieuw in 2024

### Cultuurerfgoed
- Klooster van Sint-Hilarion / Tell Umm Amer, Palestina[2][3]
- Umm al-Jimāl, Jordanië
- Melka Kunture en Balchit: archeologische en paleontologische vindplaatsen van de Ethiopische hooglanden, Ethiopië
- Moidams - het grafheuvelsysteem van de Ahomdynastie, India
- Koninklijk Hof van Tlébélé, Burkina Faso
- Goudmijnen op het eiland Sado, Japan
- Monumentaal ensemble van Constantin Brâncusi in Târgu Jiu, Roemenië
- De opkomst van modern menselijk gedrag: de pleistocene bezettingsplaatsen van Zuid-Afrika, Zuid-Afrika
- Centrale as van Beijing: een gebouwenensemble dat de ideale orde van de Chinese hoofdstad verbeeldt, China
- Cultuurlandschap van het Kenozero-meer, Rusland
- Grenzen van het Romeinse Rijk - Dacië, Roemenië
- Hegmataneh, Iran
- Mensenrechten, bevrijding en verzoening: Nelson Mandela herdenkingssites, Zuid-Afrika
- Phu Phrabat, een getuigenis van de Sīma-steentraditie uit de Dvaravati-periode, Thailand
- Het complex van de residentie van Schwerin, Duitsland
- Het archeologische erfgoed van het grottencomplex van het nationaal park Niah, Maleisië
- Het cultuurlandschap van het archeologische gebied al-Faw, Saudi-Arabië
- De historische stad en archeologische vindplaats Gedi, Kenia
- Via Appia. Regina Viarum, Italië

### Natuurerfgoed
- Badain Jaranwoestijn - Torens van zand en meren, China
- Nationaal park Lençóis Maranhenses, Brazilië
- Flow Country, Verenigd Koninkrijk
- Vjetrenica grot, Ravno, Bosnië en Herzegovina

### Gemengd erfgoed
- Te Henua Enata - de Markiezeneilanden, Frankrijk

### Uitbreidingen
- Moravische kerknederzettingen, Denemarken, Duitsland, Verenigd Koninkrijk, Verenigde Staten (een uitbreiding van Christiansfeld, een Moravische kerknederzetting, Denemarken (39e sessie (2015))
- Trekvogelreservaten langs de kust van de Gele Zee-Bohai Golf van China (fase II), China

### Verwijderd van de Lijst van bedreigd werelderfgoed
- Nationaal park Niokolo Koba (was in 2007 op de lijst toegevoegd)[4]

### Toegevoegd aan de Lijst van bedreigd werelderfgoed
- Klooster van Sint-Hilarion / Tell Umm Amer, Palestina[3]

1977 · 
1978 · 
1979 · 
1980 · 
1981 · 
1982 · 
1983 · 
1984 · 
1985 · 
1986 · 
1987 · 
1988 · 
1989 · 
1990 · 
1991 · 
1992 · 
1993 · 
1994 · 
1995 · 
1996 · 
1997 · 
1998 · 
1999 · 
2000 · 
2001 · 
2002 · 
2003 · 
2004 · 
2005 · 
2006 · 
2007 · 
2008 · 
2009 · 
2010 · 
2011 · 
2012 · 
2013 · 
2014 · 
2015 · 
2016 · 
2017 · 
2018 · 
2019 · 
2020-2021 ·
2022-2023 ·
2024 ·
2025